# AMX-10P
L'AMX-10 P è un IFV cingolato dell'esercito francese. Costruito inizialmente nello stabilimento di Issy-les-Moulineaux e prodotto dalla GIAT, è anfibio e offre protezione NBC agli uomini a bordo.
Fu adottato dall'esercito francese nel 1973 in sostituzione dell'AMX-13 VCI; 1.810 esemplari sono stati prodotti fino al 1994. Dal 2008 è iniziata la sostituzione dell'AMX-10P con il Véhicule blindé de combat d'infanterie (VBCI). 110 AMX-10P erano ancora in servizio nel 2013, il ritiro completo dal servizio è avvenuto nel 2015.

## Storia
Ben presto il veicolo passò di mano dalla ditta originale all'Atelier de costruction de Roanne, nel 1972 quando mancava un anno alla sua entrata in servizio.
Da allora ne sono stati costruiti oltre 2000 esemplari, che in Francia hanno trovato il loro miglior cliente, l'Esercito francese che lo utilizza al posto del precedente AMX-VCI (di fatto la Francia ha inaugurato l'era degli IFV con tale mezzo), lo ha fatto operare con il carro AMX-30. L'AMX-10P, assai superiore nell'insieme a veicoli come il VCC italiano (un'M113 migliorato con corazze aggiuntive e feritoie) ma molto più leggero dei veicoli tedeschi e poi, anglo-americani, è entrato in servizio in un'epoca in cui gli IFV non erano affatto diffusi in Occidente, e ha rappresentato una sorta di intermezzo tra i semplici APC e i veicoli da combattimento per la fanteria.
Esso è entrato in servizio appena prima del BMP-2 a cui per molti aspetti somiglia maggiormente: ha una torretta biposto armata di mitragliera, sistemata quasi al centro dello scafo. MA il BMP-2 ha un 30mm, che è elevabile fino a 74 gradi e la torretta è azionabile in maniera motorizzata. Inoltre ha un lanciamissili AT-5 o AT-4 ausiliario che consente l'ingaggio dei carri armati, e la blindatura è probabilmente di qualcosa superiore, mentre il peso dei 2 veicoli è uguale.
In ogni caso, il successo delle vendite è stato notevole con circa la metà degli oltre 2000 mezzi esportati. La sua relativa economicità ne ha consentito l'acquisto anche da parte di nazioni normalmente ben lontane dalla possibilità di comprare veicoli da combattimento per la fanteria occidentali.
Le versioni dell'AMX-10P sono state innumerevoli e tra queste vi è il AMX-10PAC 90 che è particolarmente notevole, in quanto presenta, un po' come lo Scorpion 90, caratteristiche superiori rispetto a quelle dei veicoli nazionali. Esso ha infatti una torretta biposto GIAT con cannone da 90mm, anche se le munizioni stivabili sono solo 20. Oltre ai 3 uomini d'equipaggio ospita mezza squadra fanti. I veicoli di questo tipo sono stati realizzati solo per l'export, e in particolare per l'Indonesia, la cui struttura ad arcipelago presuppone elevate capacità di sbarco anfibio. Per questo, i mezzi di questo tipo, nonostante la torretta hanno la capacità di abbandonare i mezzi da sbarco procedendo in mare, piuttosto che semplici doti anfibie per le acque calme che in genere costituiscono lo standard per i blindati.
In ossequio alla tendenza di sostituire i cingolati con blindati pesanti, anche la Francia si appresta a rimpiazzare gli AMX-10P, dopo il tentativo fallito agli inizi anni '90 della famiglia di cingolati MARS 15, con i nuovi VBCI 8x8.

## Tecnica
Questo mezzo rappresenta il secondo esempio europeo di veicolo da combattimento per la fanteria, dopo il Marder tedesco. Esso ha praticamente lo stesso armamento principale, un cannoncino da 20mm ma per tutto il resto si tratta di un mezzo molto diverso, più leggero e semplice.
Lo scafo è in alluminio saldato, come sull'M113, e si tratta della prima volta per un veicolo francese. Ma questo veicolo ha le piastre molto più inclinate, specie quelle della parte anteriore, e così ha sia una sagoma più sfuggente con una migliore resistenza balistica. La sua disposizione interna è data da un pilota, sulla parte sinistra anteriore, con il motore a fianco, dietro la torretta biposto per il capocarro e il cannoniere e infine il comparto truppa.
La somiglianza del mezzo rispetto a veicoli di produzione straniera ha poco a che vedere con il Marder, il doppio più pesante e potente, e molto con il BMP sovietico, che appena più leggero, con una disposizione simile, ha un armamento più potente ma azionato da una torretta monoposto. Quello dell'AMX-10P è pensato invece per fornire supporto di fuoco alla fanteria trasportata, ma senza capacità di ingaggiare carri armati nemici. In compenso la mitragliera e la mtg. coassiale da 7,62mm sono capaci di ingaggiare aerei e soprattutto elicotteri, grazie alla precisione, velocità e cadenza di tiro dei proiettili usati, come anche per l'alzo, che passa da -8 a +50 gradi.
La dotazione di munizioni è di 800 colpi da 20mm di tipo AP e HE, forse nel primo caso si tratta di proiettili decalibrati (APDS) capaci di perforare 20-30mm a 1000 m di distanza. Essi sono aiutati in ciò dalla canna molto lunga che consente un'elevata velocità iniziale. la mitragliatrice coassiale ha 2000 colpi, infine vi sono 4 lancia-nebbiogeni nella parte posteriore dello scafo, rivolti in avanti.
In termini di dotazioni impiantistiche, esistono apparati di visione notturna tanto per il pilota, quanto per capocarro e cannoniere, con un proiettore probabilmente a luce bianca o IR sistemato in maniera coassiale al cannone. Ampi dispositivi di visuale (iposcopi) sono presenti tutt'attorno alla torretta.
Essa è al centro dello scafo e lascia la parte posteriore libera, nonostante tutto, per una squadra di 8 soldati. Da notare che il veicolo francese, con le sue dimensioni di 5,78x2,78x1,92 m ha uno scafo molto piccolo in tutti i sensi, comparato a quello di altri IFV incluso il BMP. L'accesso a questo comparto avviene con una rampa motorizzata abbassabile, ed esistono anche 2 portelli sul tetto. 2 feritoie di tiro sono presenti nella rampa.
Il mezzo, molto mobile, è potenziato da un HS-115 da 280 hp che dà circa 20 hp/t. un rapporto potenza peso normale, ma esiste anche la possibilità di navigare in acqua con 2 idrogetti posteriori. Il treno di rotolamento, essendo lo scafo assai piccolo, ha solo 5 ruote principali per lato con rulli reggicingolo di rinvio e ruota motrice anteriore.
Nonostante i suoi meriti, essenzialmente riconducibili al fatto che esso è un IFV estremamente leggero e piccolo, verosimilmente economico, il mezzo ha tutto sommato alcuni limiti, anche se nel 1973 questi erano tutt'altro che evidenti, dato lo stato dell'arte. La torretta ha un alzo un poco ridotto per l'impiego contraereo, ed è azionata meccanicamente senza motori veri e propri. La fanteria per vedere e sparare ha solo le feritoie della rampa posteriore. La sagoma è bassa e sfuggente, ma la blindatura non è molto resistente, e lo scafo corto consente una trincea di soli 1,6m.
Nell'insieme, il mezzo ha valorizzato anzitutto la mobilità, poi la potenza di fuoco e infine la protezione.

## Versioni
- AMX 10 P Milan: equipaggiata con due lanciamissili controcarro Milan
- AMX HOT: equipaggiata 4 missili controcarro HOT in posizione di lancio
- AMX 10 TM: dotata di mortaio da 120 mm trainato, porta per esso all'interno 60 bombe
- AMX 10 PAC 90: dotata di cannone GIAT de 90mm
- AMX 10 P Marine: con capacità anfibie migliorate
- AMX 10 PC: posto comando
- AMX 10 VOA: veicolo per osservazione di artiglieria

Altre versioni ancora comprendono un veicolo radar RATAC, un mezzo addestramento, un'autoambulanza e portamortaio (a bordo del mezzo) da 81mm.

## Utilizzatori
- Arabia Saudita
- Emirati arabi uniti
- Francia
- Grecia
- Indonesia
- Messico
- Qatar
- Singapore
- Ucraina

20 amx10p